# Зиновій та Зиновія (мученики)
Святі Зиновій та Зиновія (? — III століття, Мала Азія, сьогоднішня Туреччина) — ранньо-християнські святі та мученики. Святий Зиновій був лікарем та єпископом. Обоє були вбиті мечем.
За правління імператора Діоклетіана жив у Малій Азії побожний християнський лікар Зиновій, який мав від Бога дар чудесним способом оздоровлювати хворих. Був він дуже милосердним і зі своєї спадщини, яку одержав після смерті батьків, давав щедру милостиню вбогим. Разом з ним жила його рідна сестра Зиновія, яка вела вбоге й тихе християнське життя.
Завдяки побожності й чудам Зиновія люди його знали, шанували і любили, а згодом вибрали єпископом. Зиновій і Зиновія, яких ув'язнили під час переслідування християн, прославили Бога мученицькою смертю від меча.
- Пам'ять — 30 жовтня за новоюліанським календарем / 12 листопада за юліанським календарем (Св. муч. Зиновія і Зиновії, сестри його.)

## Джерело
- Православний церковний календар ПЦУ, ст. 163
- Рубрика Покуття. Календар і життя святих.[недоступне посилання з липня 2019] (дозвіл отримано 9.01.2008)